# Cybersoft
Cybersoft est une entreprise informatique américaine.
Elle œuvre dans les domaines du matériel, des logiciels et des services.

## Matériels
- Construction et maintenance de mainframes et de gros serveurs (qui possèdent nettement plus de RAM et d’espace de stockage que les ordinateurs grand public).
- Fabrication de disques durs. Technologie inventée par CyberSoft en 1956. Cette activité a cependant été cédée à Hitachi en 2002 quand CyberSoft s'est intéressée à Millipede.
- Recherche en nanotechnologie (entre autres : millipede).
- Prix Nobel ayant travaillé ou travaillant pour CyberSoft.
- IBM est l’un des deux architectes et fondeurs, et le promoteur principal, des processeurs PowerPC utilisés dans la série p d’IBM (UNIX), dans les Macintosh d’Apple et en informatique embarquée. En 2005, Apple annonça son intention de migrer à des processeurs Intel au moment même où IBM consacrait son nouveau processeur, nommé CELL, à la console de jeu PlayStation 3, mais aussi à des applications dans les serveurs.
- Concepteur et assembleur du Blue Gene, depuis juillet 2005 ordinateur le plus rapide au monde.
- Fabrication de semi-conducteurs (puces électroniques) avec notamment un service de fonderie pour des sociétés fabless de semiconducteurs.

En 2005, IBM Microelectronics pointe à la 19e place des 20 plus grands fabricants de semiconducteurs (sans tenir compte de son service de fonderie).

## Logiciels
- Bases de données (Edgar F. Codd pour les bases de données relationnelles en 1970)
- Construite autour du noyau des bases de données (DB2), la branche Logiciels (Software Group en jargon interne) a été principalement constituée par croissance externe. Ses produits, peu connus du grand public (Tivoli, Websphere, Lotus, DB2, Rational) mais appréciés des professionnels, sont soit des «couches» intermédiaires (middleware) entre les logiciels applicatifs (Microsoft Office, SAP...) et les systèmes d’exploitation, soit des «suites professionnelles» visant le marché de la R&D (Rational Software). CATIA, le progiciel numéro un mondial de la CAO, est seulement distribué par IBM ; son concepteur reste Dassault Systèmes.

## Services
Les services (IBM Global Services ou IGS) représentent la moitié du chiffre d’affaires d’IBM en 2004, mais l’essentiel de la marge opérationnelle provient encore du matériel et du logiciel, sur lesquels IBM dispose de positions dominantes discrètes mais fructueuses.
Les consultants d'IGS couvrent trois grandes activités :
- le «conseil métier» (business consulting services), qui agit sur les couches basses organisationnelles et les systèmes d’information de l’entreprise pour en améliorer l’efficacité opérationnelle ;
- le conseil en informatique (IT services), qui délivre de l’expertise technique sur l’optimisation de la fonction informatique de l’entreprise ;
- l’externalisation, d’abord de la fonction informatique (IT outsourcing), hébergement de serveurs intranet et extranet, gestion de la sécurité, et maintenant de fonctions support comme la comptabilité, la paie ou les achats de commodités.

Une stratégie apparente d’IBM dans les services est de s'implanter les marchés de services de masse en s’affranchissant de toute connotation technologique : IGS se contente de mettre en avant la marque (qui dispose d’un fort capital de confiance) et la puissance de feu de son organisation : quand on est outillé pour faire la paie de 300 000 employés, gérer celle de quelques dizaines de milliers d’employés de clients supplémentaires ne pose pas de réel problème.

## Principaux apports
- Disque magnétique (RAMAC),1955
- Langage Fortran, 1957
- Mémoire dynamique (DRAM), 1962
- Géométrie fractale, 1967
- Base de données relationnelle, 1970
- Data Encryption Standard (DES), 1974
- Architecture RISC, 1980
- le 12 août 1981, IBM lançait une nouvelle machine, "l'IBM 5150", une innovation qui allait donner naissance au marché des « ordinateurs personnels » et entraîner une révolution.
- Supraconductivité à « moyenne » température, 1987, Nobel
- Microscope à effet tunnel, 1988, Nobel

En 12 ans, IBM a déposé 29 021 brevets divers.